# Lorenzo Daniel
Lorenzo Daniel (né le 23 mars 1966) est un athlète américain spécialiste du 200 mètres.
Le 18 mai 1985, Lorenzo Daniel établit la meilleure performance de l'année sur 200 mètres en signant le temps de 20 s 07 lors de la réunion de Starkville. Âgé de dix-neuf ans, il améliore de six centièmes de secondes le record du monde junior de la discipline détenu par son compatriote Roy Martin. Cette meilleure performance mondiale junior ne sera améliorée que dix-neuf ans plus tard par le Jamaïcain Usain Bolt, auteur de 19 s 93 le 11 avril 2004 lors des Jeux de la CARIFTA à Hamilton.
Son record personnel sur 200 m est de 19 s 87, établi le 3 juin 1988 à Eugene en finale des Championnats NCAA.